# アドヴェンチャー (帆船)
アドベンチャー（HMS Adventure）はイギリス海軍の三檣帆船で、正式名称は国王陛下のスループ船アドベンチャー号。キャプテン・クック率いるレゾリューション号の僚船として、南太平洋探検航海を行なった（第二回航海、1772年 - 1775年）。世界で最初に西から東に世界一周した船である。
1771年、第一回航海から戻るとすぐ、クックは王立協会から伝説の南方大陸の探索を委託された。同年、クックの第二回航海のために海軍本部は2隻の新造船を購入した。アドベンチャー号は、元はロッキンガム公爵号としてウィトビーで進水した、北海の石炭運搬船であった。海軍本部は、同船をスループ船に登録しレイリー号と命名したが、後にアドベンチャー号と改称した。アドベンチャー号は全長39.7 m、全幅8.7 m、吃水4 m、重量298トン、定員81名で、同時に購入されたレゾリューション号より一回り小さかった。
第二回航海の探検隊は1772年7月13日プリマスを出航、クックはレゾリューション号を指揮し、トバイアス・ファーノー率いるアドベンチャー号が付き従った。ファーノーは、サミュエル・ワリスのスループ船ドルフィン号による世界一周航海 (1766年 - 1768年) にも参加した、経験豊富な探検家であった。一行は、1773年1月17日ヨーロッパの船として初めて南極圏に突入を果たした。1773年2月8日、2隻は霧中で逸れ、アドベンチャー号は、このような際の予定の合流場所であるニュージーランドのクイーンシャーロット海峡へ向かった。
その途中でアドベンチャー号はタスマニア島の南岸と東岸を調査した。これによって、この海岸線の海図が英国にはじめてもたらされたが、ファーノーはバス海峡には入らなかったので、彼はタスマニア島はオーストラリア大陸の一部であろうと考えた。アドベンチャー湾をはじめ、ファーノーの発見を記念した多くの地名が今もこの海域に残っている。
1773年5月7日、アドベンチャー号はクイーンシャーロット海峡に到着、遅れてレゾリューション号も5月17日に到着した。同年6月から10月まで2隻の船は南太平洋を探検し、8月15日にタヒチに到着した。同地からタヒチ人のオマイがアドベンチャー号に乗船した (オマイは、1776年にクックの第三航海でタヒチに帰還するまでイギリスに滞在し、ヨーロッパを訪れた最初の南大洋先住民となった)。トンガを訪れた後2隻はニュージーランドに戻ったが、10月22日に嵐でまた逸れてしまった。クイーンシャーロット海峡での合流が図られたが、レゾリューション号はアドベンチャー号の到着4日前の11月26日に出発し、再会は果たされなかった。クックは、砂に埋めたメッセージをファーノーに残し、単独で南太平洋探検を再開した。ファーノーは本国に戻ることを決め、クックへその旨を伝える返事を砂に埋めた。
だが、アドベンチャー号の出発前に乗員とマオリ族との間で諍いが発生し、10人の乗員と2人のマオリ族が死亡する惨事となった。
1773年12月22日アドベンチャー号は本国に向けて出発、ホーン岬を経由して1774年7月14日イギリスに帰還した。
アドベンチャー号はクックの第三回航海には参加していない。1780年に火炎船に改装された後、1783年元のウィトビーの船主に売却され、イギリスと北アメリカ間の貨物船として余生を過ごした。1811年セントローレンス川で廃船となった。

## 参照
- Lincoln Paxton Paine, Ships of the World: An Historical Encyclopedia, Houghton Mifflin, 1997.
- Doug Gibson, "The Adventure", in Cook's Log 3/3 (1978): 87